# Pseudis cardosoi
Pseudis cardosoi és una espècie de granota que es troba al Brasil.